# 阿曼中环广场
阿曼中环广场（英語：Aman Central Mall）位于马来西亚吉打州亚罗士打的一家大型购物商场，并由时任国家元首苏丹端姑阿都哈林殿下和吉打州务大臣阿末峇沙于2016年3月28日主持商场开幕典礼。

## 概述
阿曼中环广场造价达5亿马币，该地段曾经是废置了30年的东姑耶谷建筑物原址。2009年8月17日，吉打州经济发展机构与来自槟城的佳景集团代表签署一份精英伙伴合作协议。2011年11月14日，已故前任吉打州务大臣丹斯里阿兹占主持动土礼。阿曼中环广场是吉打州最大商场，与米都地标亚罗士打电讯塔毗邻，土地总面积为2,000,000平方英尺，出租单位面积为780,000平方英尺，共有350间店铺，设有1700个停车位。

## 进驻品牌
主要的进驻品牌有新翼的百盛（Parkson）百货公司（面积13万7000平方尺），GSC电影院拥有10个数码屏幕，Sam's Groceria 超级市场（面积4万2000平方尺）著名服装店优衣库、H&M、F.O.S、大创、大众书局等等。